# 村竹勝司
村竹 勝司（むらたけ しょうじ、1971年1月26日 - ）は、NHKのチーフアナウンサー。

## 人物
愛知県知多市出身。愛知県立知多東高等学校、文教大学人間科学部卒業後、1993年入局。地元周辺と東京を行き来する形で勤務し、2024年度より東海北陸地域職員アナウンサーとして活動している。
趣味は利き酒、犬のトリミング、神社仏閣めぐり。
好きな食べ物はお好み焼き。

## 現在の出演番組
- まるっと!ぎふ（キャスター：2025年3月31日 - ）（中尾晃一郎と隔週で担当）

## 過去の出演番組
名古屋放送局時代（1度目）
- ウイークエンド中部（1999年4月 - 2001年3月）
- ナビゲーション（2001年度、降板後も数回担当）

東京アナウンス室時代（1度目）（2002年度 - 2006年度）
- BS23（ザッピング担当、2001年4月 - 2002年3月）
- おはよう日本（リポーター 2003年4月 -2004年3月）
- NHKスペシャル「データマップ63億人の地図（リポーター 2004）
- NHK BSニュース（13時 - 19時 2005年3月28日 - 2007年3月）

名古屋放送局時代（2度目）（2007年度 - 2011年度）
- はなす きく よむ（2007年4月28日・5月5日）
- おはよう東海（2007年4月 - 2008年3月）
- ほっとイブニング（2008年3月31日 - 2012年3月30日）
- 衆院選2009 開票速報（2009年8月30日夜 - 31日未明、東海ローカルパートのキャスター）

これに加え、31日3 - 4時台の全国の開票結果のパートでも名古屋のスタジオから静岡県も含む東海地方の開票結果を伝えた。
東京アナウンス室時代（2度目）（2012年度 - 2014年6月）
- NHKニュース（平日、15時07分からの関東甲信越ローカル）
- 首都圏ネットワーク　キャスター（2012年4月1日 - 2014年3月28日）

※ 2012年6月22日〜8月12日までの間、体調不良により休養。
キャスター降板後も、リポーターとして数回出演。（2014年4月 - 6月）
- 気象情報（19:58 - 20:00）（2012年4月1日 - 2014年3月28日）

津放送局時代（2014年6月 - 2017年度）
- ほっとイブニングみえ（編集責任者・八田知大、中村信博 のキャスター代行など）
- ニュース・みえ（不定期）
- FMラジオニュース（不定期）
- アナウンス統括
- 津放送局制作番組の編集責任者

名古屋放送局時代（3度目）（2018年度 - 2024年度）
- 夕刊ゴジらじ（2018年4月1日 - 2025年3月7日） - ラジオパーソナリティ
- 東海3県・東海北陸のニュース
- まるっと!（高山哲哉、豊原謙二郎のキャスター代行など）
- まるっと!みえ（津局応援・キャスター代行、2022年3月22日 - 25日）

岐阜放送局時代（2025年度 - ）